# زوبیدا گغامیان
زوبیدا سنیکی گغامیان (ارمنی: Զուբեյդա Սենիկի Գեղամյան؛ انگلیسی: Zubeyda Geghamyan؛ زادهٔ ۲۵ ژوئن ۱۹۳۷ - درگذشته ۸ دسامبر ۲۰۲۰) فعال فرهنگی و اجتماعی اهل ارمنستان بود.

## زندگی‌نامه
وی در ۲۵ ژوئن ۱۹۳۷ در آیگاوان به دنیا آمد و از انستیتو دام‌پروری و دام‌پزشکی ایروان فارغ‌التحصیل گشت. هویک چارخچیان پسر وی می‌باشد. وی عضو حزب کمونیست اتحاد جماهیر شوروی بود. وی برنده جوایزی همچون گواهی افتخاری شورای عالی جمهوری شوروی سوسیالیستی ارمنستان شد. وی در ۸ دسامبر ۲۰۲۰ در سن ۸۳ سالگی در واناشن درگذشت.

## یادداشت
1. ↑  ՀԽՍՀ գերագույն խորհրդի պատվոգիր